# نويل لوك
نويل لوك (بالإنجليزية: Noel Luke)‏ (28 ديسمبر 1964 ببرمنغهام في المملكة المتحدة - ) هو لاعب كرة قدم بريطاني في مركز الدفاع. لعب مع نادي بيتربورو يونايتد ونادي روتشديل ووست بروميتش ألبيون ونادي مانسفيلد تاون ونادي بوسطن يونايتد.

## وصلات خارجية
- نويل لوك على موقع قاعدة بيانات كرة القدم.إي يو (الإنجليزية)